# Бадахос (тайфа)
Тайфа Бадахос (исп. Taifa de Badajoz, араб. بطليوس‎) — средневековое мусульманское государство на территории современных Португалии и Испании, существовавшее в 1009-1151 годах. Оно образовалось после распада Кордовского халифата. В разные времена оно завоёвывалось тайфой Севильей, Альморавидами и Альмохадами. К 1227 году территория тайфы была окончательно присоединена к христианским королевствам Португалии и Кастилии-Леону.

## Правители тайфы Бадахос
- «Сакалиба»
  - Абу Мухаммад Абдаллах бен Мухаммад эль Сапур аль-Саклаби (1013—1022)
- Афтасиды
  - Абдаллах ибн Мухаммад ибн Масламах ибн аль-Афтас (1022—1027)
- под контролем тайфы Севилья (1027—1034)
- Афтасиды (реставрация)
  - Абдаллах ибн Мухаммад ибн Масламах ибн аль-Афтас (1034—1045)
  - Абу Бакр Мухаммад ибн Абдаллах аль Муззаффар (1045—1067)
  - Яхъя ибн Мухаммад аль-Мансур (1067—1073/1079)
  - Умар ибн Мухаммад аль-Мутаваккил (1073/1079-1094)
- под контролем Альморавидов (1094—1144)
- Абен Хашам (1144—1145) (на короткое время восстановил независимость тайфы)
- под контролем эмирата аль-Джарб аль-Андалус (1145—1146)
- Сидрей (1146—1151)
- под контролем Альмохадов (1151—1169)
- под контролем Португалии (1169—1170)
- под контролем Альмохадов (1170—1227)

Начиная с 1227 года западная часть территории тайфы входит в состав Португалии, а восточная в состав Кастилии-Леона.